# Meio TSA
O meio TSA (trypticase soy agar) é um meio de cultura. É um meio não seletivo onde crescem diversas bactérias. O meio é rico em triptona e peptona, fonte de carboidratos, proteínas e lipídios  para o desenvolvimento dos microorganismos verificados.